# ميخائيل انمان
ميخائيل إنمان (بالسويدية: Michael Eneman)‏ (1676 - 1714 م) هو مستشرق ورحالة، من أهل السويد.
صحب الملك كارلوس الثاني عشر إلى الأناضول ، ومنها ارتحل إلى الشام ومصر، وجمع مخطوطات بالعربية والتركية ما زالت في مكتبة أوبساله. صنف كتابا عن رحلاته ونشره المستشرق نيلاندر Nylander ، وقدمه في مؤتمر المستشرقين الثامن في أستوكهلم سنة 1889 م.